# Coriolopsis floccosa
Coriolopsis floccosa är en svampart som först beskrevs av Franz Wilhelm Junghuhn, och fick sitt nu gällande namn av Leif Ryvarden 1972. Coriolopsis floccosa ingår i släktet Coriolopsis och familjen Polyporaceae.   Inga underarter finns listade i Catalogue of Life.